# 北城會
北城會（北城會）位於北海道釧路市本部的設置，日本的黑社會指定暴力團之一 六代目山口組旗下的3次團體。隸屬上部團體為 二代目倉本組。

## 最高幹部
- 會長·松田  彰（二代目倉本組副組長）

## 下部團體（山口組的4次團體）
- 松橋總業
- 輪島興行
- 小野寺組
- 三浦總業
- 加利總業